# ماهیچه دراز سر
ماهیچه دراز سر یا عضله طویل رأسی (انگلیسی: Longus capitis muscle) ماهیچه‌ای است که از قاعده جمجمه به زواید عرضی مهره‌های گردن می‌چسبد. بالای این ماهیچه پهن و ضخیم و پایین آن باریک است.
خاستگاه این ماهیچه، تکمه‌های پیشین زوائد عرضی مهره‌های سوم، چهارم، پنجم و ششم مهره‌های گردن می‌باشد.

## نگارخانه

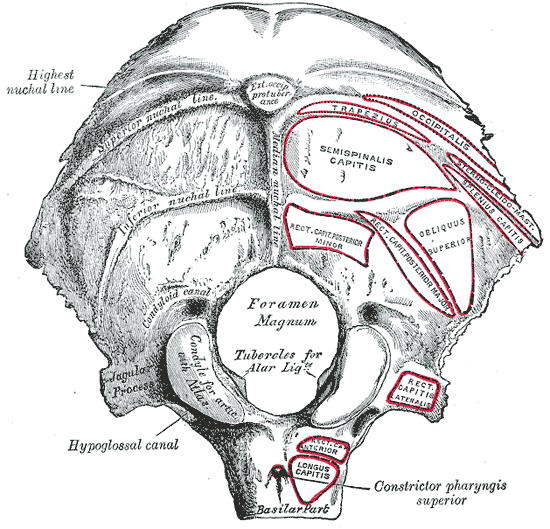
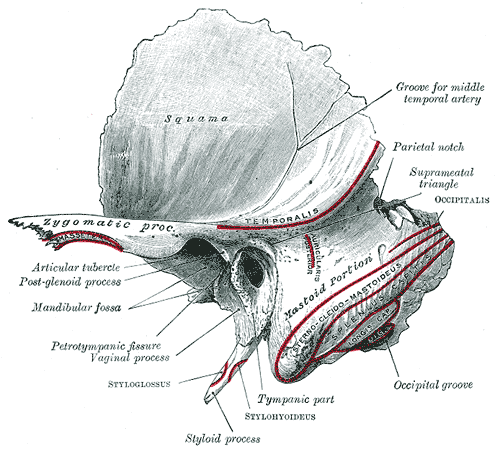
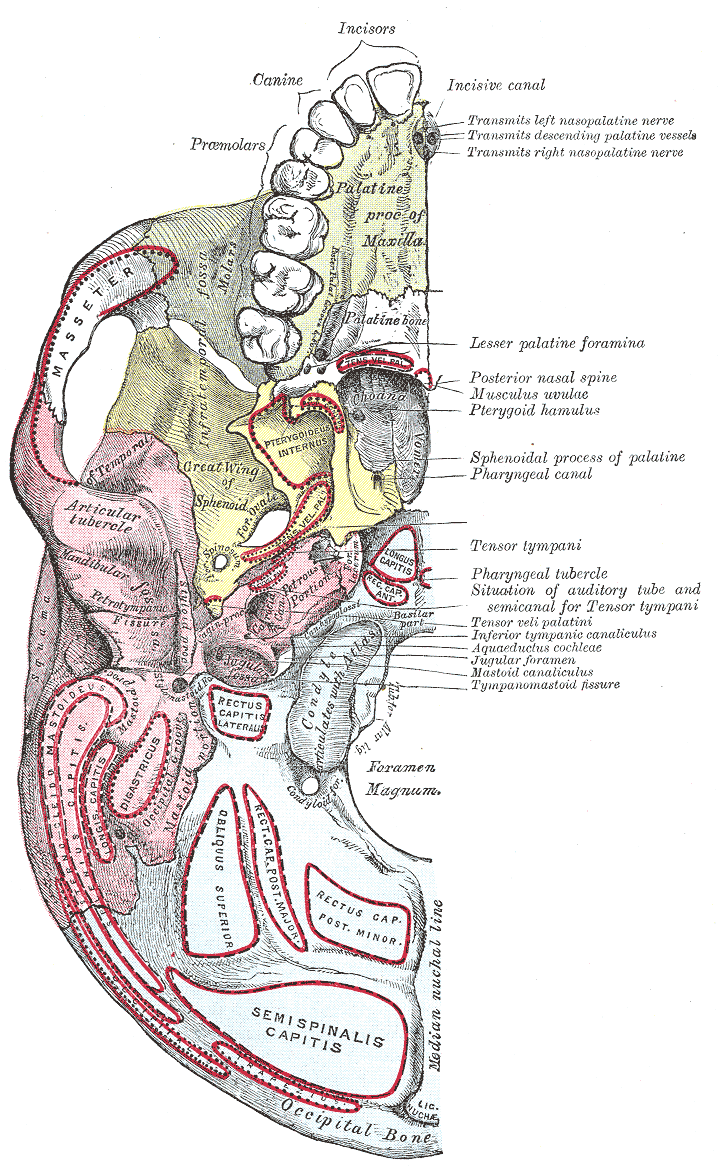
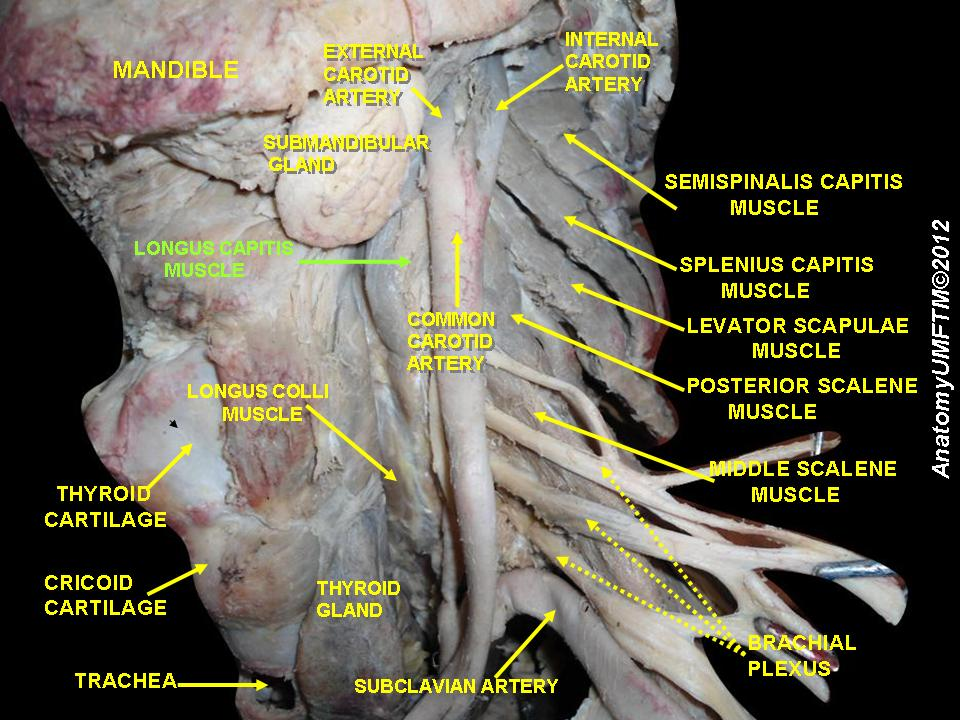
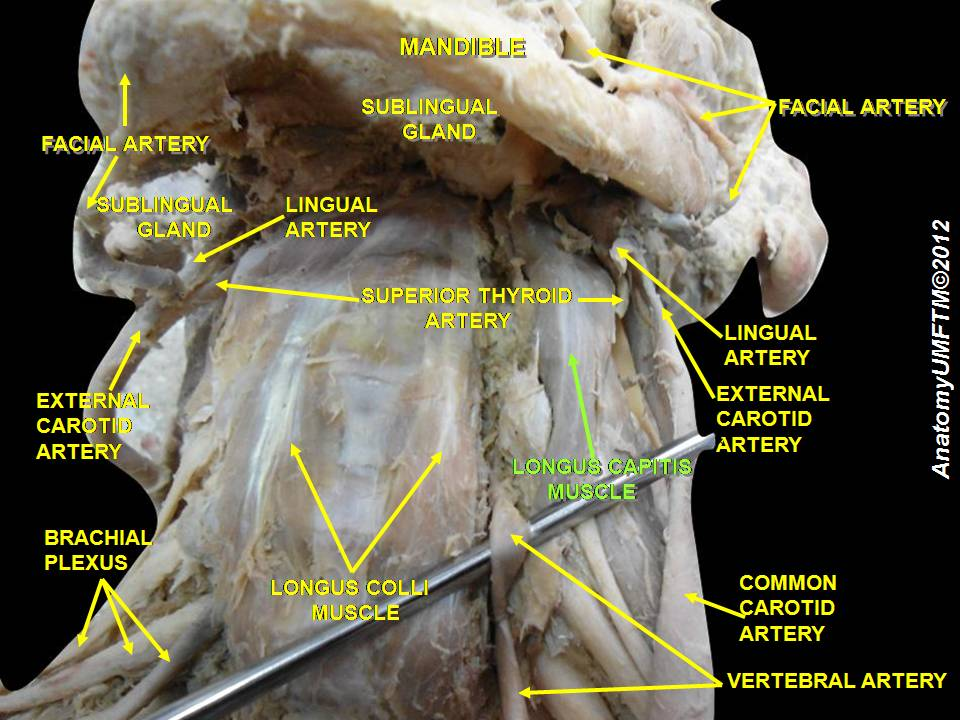